# كأس الكونكاكاف الذهبية 2015
كأس الكونكاكاف الذهبية 2015 هي النسخة الثالثة عشر من بطولة كأس الكونكاكاف الذهبية وٳجمالاً بطولة الكونكاكاف الٳقليمية الثالثة والعشرين منذ خمسين عاماً على تأسيس الكونكاكاف. أقيمت البطولة في الولايات المتحدة ولكن مباراتان منها أقيمت في كندا. وهي المرة الأولى التي تُلعب فيها كأس الكونكاكاف الذهبية في كندا.
فازت المكسيك بالمسابقة في ظروف مثيرة للجدل، احتلت جامايكا المركز الثاني لتصبح أول دولة كاريبية تصل إلى هذه المرحلة. تضمنت المسابقة مباراة تحديد المركز الثالث لأول مرة منذ عام 2003، والتي هزمت فيها بنما الولايات المتحدة.

## الدول المشاركة
تأهل ما مجموعه 12 فريقًا للبطولة. خصصت ثلاثة أماكن لأمريكا الشمالية وأربعة لأمريكا الوسطى وأربعة لمنطقة البحر الكاريبي. للمرة الأولى تنافس الفريقان اللذان يحتلان المركز الخامس في منطقة البحر الكاريبي ومنطقة أمريكا الوسطى على المقعد الأخير في كأس الكونكاكاف الذهبية. في السابق كانت تخصص خمسة أماكن لأمريكا الوسطى وأربعة مخصصة لمنطقة البحر الكاريبي.
| الفريق                                                                                               | التصفيات                           | الظهور                             | أخر ظهور                           | أفضل أداء                                  | تصنيف فيفا                         |
| اتحاد كرة القدم في أمريكا الشمالية                                                                   | اتحاد كرة القدم في أمريكا الشمالية | اتحاد كرة القدم في أمريكا الشمالية | اتحاد كرة القدم في أمريكا الشمالية | اتحاد كرة القدم في أمريكا الشمالية         | اتحاد كرة القدم في أمريكا الشمالية |
| --- | ---------------------------------- | ---------------------------------- | ---------------------------------- | ------------------------------------------ | ---------------------------------- |
| الولايات المتحدة (حامل اللقب)                                                                        | تلقائي                             | 13                                 | 2013                               | البطل (1991، 2002، 2005، 2007، 2013)       | 27                                 |
| المكسيك                                                                                              | تلقائي                             | 13                                 | 2013                               | البطل (1993، 1996، 1998، 2003، 2009، 2011) | 23                                 |
| كندا                                                                                                 | تلقائي                             | 12                                 | 2013                               | البطل (2000)                               | 109                                |
| منطقة أمريكا الوسطى تأهل عن طريق كأس أمريكا الوسطى 2014                                              |                                    |                                    |                                    |                                            |                                    |
| كوستاريكا                                                                                            | الفائز                             | 12                                 | 2013                               | الوصيف (2002)                              | 14                                 |
| غواتيمالا                                                                                            | الوصيف                             | 10                                 | 2011                               | المركز الرابع (1996)                       | 93                                 |
| بنما                                                                                                 | المركز الثالث                      | 7                                  | 2013                               | الوصيف (2005، 2013)                        | 54                                 |
| السلفادور                                                                                            | المركز الرابع                      | 9                                  | 2013                               | ربع النهائي (2002، 2003، 2011، 2013)       | 89                                 |
| منطقة الكاريبي تأهل عن طريق كأس الكاريبي 2014                                                        |                                    |                                    |                                    |                                            |                                    |
| جامايكا                                                                                              | الفائز                             | 9                                  | 2011                               | المركز الثالث (1993)                       | 65                                 |
| ترينيداد وتوباغو                                                                                     | الوصيف                             | 9                                  | 2013                               | المركز الثالث (2000)                       | 67                                 |
| هايتي                                                                                                | المركز الثالث                      | 6                                  | 2013                               | ربع النهائي (2002، 2009)                   | 76                                 |
| كوبا                                                                                                 | المركز الرابع                      | 8                                  | 2013                               | ربع النهائي (2003، 2013)                   | 107                                |
| الفائز في المباراة الفاصلة بين منطقة البحر الكاريبي المركز الخامس ومنطقة أمريكا الوسطى المركز الخامس |                                    |                                    |                                    |                                            |                                    |
| هندوراس                                                                                              | الفائز                             | 12                                 | 2013                               | الوصيف (1991)                              | 75                                 |

## الملاعب
استخدم 14 ملعب للبطولة. أعلن الكونكاكاف عن المدن المضيفة في 16 ديسمبر 2014.
| شرق راذرفورد   | شارلوت | أتلانتا | بالتيمور | فيلادلفيا                  |
| -------------- | --- | --- | --- | -------------------------- |
| ملعب ميتلايف   | ملعب بنك أمريكا | ملعب جورجيا دوم | ملعب بنك إم تي | ملعب لينكون فاينانشال فيلد |
| السعة: 82,566  | السعة: 74,455 | السعة: 74,228 | السعة: 71,008 | السعة: 69,176              |
| ربع النهائي    | المجموعة ج | نصف النهائي | ربع النهائي | النهائي                    |
|                | | | |                            |
| فوكسبورو       | الولايات المتحدة كارسون غلانديل فريسكو هيوستن كانساس سيتي شيكاغو أتلانتا شارلوت بالتيمور فيلادلفيا شرق راذرفورد فوكسبورو تشيستركأس الكونكاكاف الذهبية 2015 (الولايات المتحدة) كندا تورونتوكأس الكونكاكاف الذهبية 2015 (كندا) | الولايات المتحدة كارسون غلانديل فريسكو هيوستن كانساس سيتي شيكاغو أتلانتا شارلوت بالتيمور فيلادلفيا شرق راذرفورد فوكسبورو تشيستركأس الكونكاكاف الذهبية 2015 (الولايات المتحدة) كندا تورونتوكأس الكونكاكاف الذهبية 2015 (كندا) | الولايات المتحدة كارسون غلانديل فريسكو هيوستن كانساس سيتي شيكاغو أتلانتا شارلوت بالتيمور فيلادلفيا شرق راذرفورد فوكسبورو تشيستركأس الكونكاكاف الذهبية 2015 (الولايات المتحدة) كندا تورونتوكأس الكونكاكاف الذهبية 2015 (كندا) | شيكاغو                     |
| ملعب جيليت     | الولايات المتحدة كارسون غلانديل فريسكو هيوستن كانساس سيتي شيكاغو أتلانتا شارلوت بالتيمور فيلادلفيا شرق راذرفورد فوكسبورو تشيستركأس الكونكاكاف الذهبية 2015 (الولايات المتحدة) كندا تورونتوكأس الكونكاكاف الذهبية 2015 (كندا) | الولايات المتحدة كارسون غلانديل فريسكو هيوستن كانساس سيتي شيكاغو أتلانتا شارلوت بالتيمور فيلادلفيا شرق راذرفورد فوكسبورو تشيستركأس الكونكاكاف الذهبية 2015 (الولايات المتحدة) كندا تورونتوكأس الكونكاكاف الذهبية 2015 (كندا) | الولايات المتحدة كارسون غلانديل فريسكو هيوستن كانساس سيتي شيكاغو أتلانتا شارلوت بالتيمور فيلادلفيا شرق راذرفورد فوكسبورو تشيستركأس الكونكاكاف الذهبية 2015 (الولايات المتحدة) كندا تورونتوكأس الكونكاكاف الذهبية 2015 (كندا) | سولجر فيلد                 |
| السعة: 68,756  | الولايات المتحدة كارسون غلانديل فريسكو هيوستن كانساس سيتي شيكاغو أتلانتا شارلوت بالتيمور فيلادلفيا شرق راذرفورد فوكسبورو تشيستركأس الكونكاكاف الذهبية 2015 (الولايات المتحدة) كندا تورونتوكأس الكونكاكاف الذهبية 2015 (كندا) | الولايات المتحدة كارسون غلانديل فريسكو هيوستن كانساس سيتي شيكاغو أتلانتا شارلوت بالتيمور فيلادلفيا شرق راذرفورد فوكسبورو تشيستركأس الكونكاكاف الذهبية 2015 (الولايات المتحدة) كندا تورونتوكأس الكونكاكاف الذهبية 2015 (كندا) | الولايات المتحدة كارسون غلانديل فريسكو هيوستن كانساس سيتي شيكاغو أتلانتا شارلوت بالتيمور فيلادلفيا شرق راذرفورد فوكسبورو تشيستركأس الكونكاكاف الذهبية 2015 (الولايات المتحدة) كندا تورونتوكأس الكونكاكاف الذهبية 2015 (كندا) | السعة: 63,500              |
| المجموعة أ     | الولايات المتحدة كارسون غلانديل فريسكو هيوستن كانساس سيتي شيكاغو أتلانتا شارلوت بالتيمور فيلادلفيا شرق راذرفورد فوكسبورو تشيستركأس الكونكاكاف الذهبية 2015 (الولايات المتحدة) كندا تورونتوكأس الكونكاكاف الذهبية 2015 (كندا) | الولايات المتحدة كارسون غلانديل فريسكو هيوستن كانساس سيتي شيكاغو أتلانتا شارلوت بالتيمور فيلادلفيا شرق راذرفورد فوكسبورو تشيستركأس الكونكاكاف الذهبية 2015 (الولايات المتحدة) كندا تورونتوكأس الكونكاكاف الذهبية 2015 (كندا) | الولايات المتحدة كارسون غلانديل فريسكو هيوستن كانساس سيتي شيكاغو أتلانتا شارلوت بالتيمور فيلادلفيا شرق راذرفورد فوكسبورو تشيستركأس الكونكاكاف الذهبية 2015 (الولايات المتحدة) كندا تورونتوكأس الكونكاكاف الذهبية 2015 (كندا) | المجموعة ج                 |
|                | الولايات المتحدة كارسون غلانديل فريسكو هيوستن كانساس سيتي شيكاغو أتلانتا شارلوت بالتيمور فيلادلفيا شرق راذرفورد فوكسبورو تشيستركأس الكونكاكاف الذهبية 2015 (الولايات المتحدة) كندا تورونتوكأس الكونكاكاف الذهبية 2015 (كندا) | الولايات المتحدة كارسون غلانديل فريسكو هيوستن كانساس سيتي شيكاغو أتلانتا شارلوت بالتيمور فيلادلفيا شرق راذرفورد فوكسبورو تشيستركأس الكونكاكاف الذهبية 2015 (الولايات المتحدة) كندا تورونتوكأس الكونكاكاف الذهبية 2015 (كندا) | الولايات المتحدة كارسون غلانديل فريسكو هيوستن كانساس سيتي شيكاغو أتلانتا شارلوت بالتيمور فيلادلفيا شرق راذرفورد فوكسبورو تشيستركأس الكونكاكاف الذهبية 2015 (الولايات المتحدة) كندا تورونتوكأس الكونكاكاف الذهبية 2015 (كندا) |                            |
| غلانديل        | الولايات المتحدة كارسون غلانديل فريسكو هيوستن كانساس سيتي شيكاغو أتلانتا شارلوت بالتيمور فيلادلفيا شرق راذرفورد فوكسبورو تشيستركأس الكونكاكاف الذهبية 2015 (الولايات المتحدة) كندا تورونتوكأس الكونكاكاف الذهبية 2015 (كندا) | الولايات المتحدة كارسون غلانديل فريسكو هيوستن كانساس سيتي شيكاغو أتلانتا شارلوت بالتيمور فيلادلفيا شرق راذرفورد فوكسبورو تشيستركأس الكونكاكاف الذهبية 2015 (الولايات المتحدة) كندا تورونتوكأس الكونكاكاف الذهبية 2015 (كندا) | الولايات المتحدة كارسون غلانديل فريسكو هيوستن كانساس سيتي شيكاغو أتلانتا شارلوت بالتيمور فيلادلفيا شرق راذرفورد فوكسبورو تشيستركأس الكونكاكاف الذهبية 2015 (الولايات المتحدة) كندا تورونتوكأس الكونكاكاف الذهبية 2015 (كندا) | كارسون                     |
| ملعب ستيت فارم | الولايات المتحدة كارسون غلانديل فريسكو هيوستن كانساس سيتي شيكاغو أتلانتا شارلوت بالتيمور فيلادلفيا شرق راذرفورد فوكسبورو تشيستركأس الكونكاكاف الذهبية 2015 (الولايات المتحدة) كندا تورونتوكأس الكونكاكاف الذهبية 2015 (كندا) | الولايات المتحدة كارسون غلانديل فريسكو هيوستن كانساس سيتي شيكاغو أتلانتا شارلوت بالتيمور فيلادلفيا شرق راذرفورد فوكسبورو تشيستركأس الكونكاكاف الذهبية 2015 (الولايات المتحدة) كندا تورونتوكأس الكونكاكاف الذهبية 2015 (كندا) | الولايات المتحدة كارسون غلانديل فريسكو هيوستن كانساس سيتي شيكاغو أتلانتا شارلوت بالتيمور فيلادلفيا شرق راذرفورد فوكسبورو تشيستركأس الكونكاكاف الذهبية 2015 (الولايات المتحدة) كندا تورونتوكأس الكونكاكاف الذهبية 2015 (كندا) | ستاب هاب سنتر              |
| السعة: 63,400  | الولايات المتحدة كارسون غلانديل فريسكو هيوستن كانساس سيتي شيكاغو أتلانتا شارلوت بالتيمور فيلادلفيا شرق راذرفورد فوكسبورو تشيستركأس الكونكاكاف الذهبية 2015 (الولايات المتحدة) كندا تورونتوكأس الكونكاكاف الذهبية 2015 (كندا) | الولايات المتحدة كارسون غلانديل فريسكو هيوستن كانساس سيتي شيكاغو أتلانتا شارلوت بالتيمور فيلادلفيا شرق راذرفورد فوكسبورو تشيستركأس الكونكاكاف الذهبية 2015 (الولايات المتحدة) كندا تورونتوكأس الكونكاكاف الذهبية 2015 (كندا) | الولايات المتحدة كارسون غلانديل فريسكو هيوستن كانساس سيتي شيكاغو أتلانتا شارلوت بالتيمور فيلادلفيا شرق راذرفورد فوكسبورو تشيستركأس الكونكاكاف الذهبية 2015 (الولايات المتحدة) كندا تورونتوكأس الكونكاكاف الذهبية 2015 (كندا) | السعة: 30,510              |
| المجموعة ج     | الولايات المتحدة كارسون غلانديل فريسكو هيوستن كانساس سيتي شيكاغو أتلانتا شارلوت بالتيمور فيلادلفيا شرق راذرفورد فوكسبورو تشيستركأس الكونكاكاف الذهبية 2015 (الولايات المتحدة) كندا تورونتوكأس الكونكاكاف الذهبية 2015 (كندا) | الولايات المتحدة كارسون غلانديل فريسكو هيوستن كانساس سيتي شيكاغو أتلانتا شارلوت بالتيمور فيلادلفيا شرق راذرفورد فوكسبورو تشيستركأس الكونكاكاف الذهبية 2015 (الولايات المتحدة) كندا تورونتوكأس الكونكاكاف الذهبية 2015 (كندا) | الولايات المتحدة كارسون غلانديل فريسكو هيوستن كانساس سيتي شيكاغو أتلانتا شارلوت بالتيمور فيلادلفيا شرق راذرفورد فوكسبورو تشيستركأس الكونكاكاف الذهبية 2015 (الولايات المتحدة) كندا تورونتوكأس الكونكاكاف الذهبية 2015 (كندا) | المجموعة ب                 |
|                | الولايات المتحدة كارسون غلانديل فريسكو هيوستن كانساس سيتي شيكاغو أتلانتا شارلوت بالتيمور فيلادلفيا شرق راذرفورد فوكسبورو تشيستركأس الكونكاكاف الذهبية 2015 (الولايات المتحدة) كندا تورونتوكأس الكونكاكاف الذهبية 2015 (كندا) | الولايات المتحدة كارسون غلانديل فريسكو هيوستن كانساس سيتي شيكاغو أتلانتا شارلوت بالتيمور فيلادلفيا شرق راذرفورد فوكسبورو تشيستركأس الكونكاكاف الذهبية 2015 (الولايات المتحدة) كندا تورونتوكأس الكونكاكاف الذهبية 2015 (كندا) | الولايات المتحدة كارسون غلانديل فريسكو هيوستن كانساس سيتي شيكاغو أتلانتا شارلوت بالتيمور فيلادلفيا شرق راذرفورد فوكسبورو تشيستركأس الكونكاكاف الذهبية 2015 (الولايات المتحدة) كندا تورونتوكأس الكونكاكاف الذهبية 2015 (كندا) |                            |
| هيوستن         | تورونتو | فريسكو | تشيستر | كانساس سيتي                |
| ملعب بي في أي  | ملعب بي إم أو فيلد | ملعب تويوتا | ملعب تالين إنيرجي | ملعب شيلدرن                |
| السعة: 22,039  | السعة: 30,991 | السعة: 20,500 | السعة: 18,500 | السعة: 18,467              |
| المجموعة ب     | المجموعة ب | المجموعة أ | المركز الثالث | المجموعة أ                 |
|                | | | |                            |